# Spoorlijn Den Helder - Amsterdam
Lijn K of Staatslijn K is de volgens de Wet op de Aanleg van Staatsspoorwegen aangelegde spoorweg tussen de steden Den Helder (toen Nieuwediep genoemd) – Alkmaar – Uitgeest – Zaandam – Amsterdam. De spoorlijn kent drie spoorbruggen over belangrijke kanalen: de Koegrasbrug over het Noordhollandsch Kanaal bij Koegras, bij Alkmaar (1865) en over het Noordzeekanaal bij Zaandam (Hembrug, 1878). Laatstgenoemde brug werd in 1983 vervangen door de Hemtunnel. Met de openstelling van de Hemtunnel werd tussen Zaandam en Amsterdam Westerdok een geheel nieuw tracé in gebruik genomen, de oude lijn werd ten zuiden van het Noordzeekanaal behouden als havenspoorlijn.

## Geschiedenis

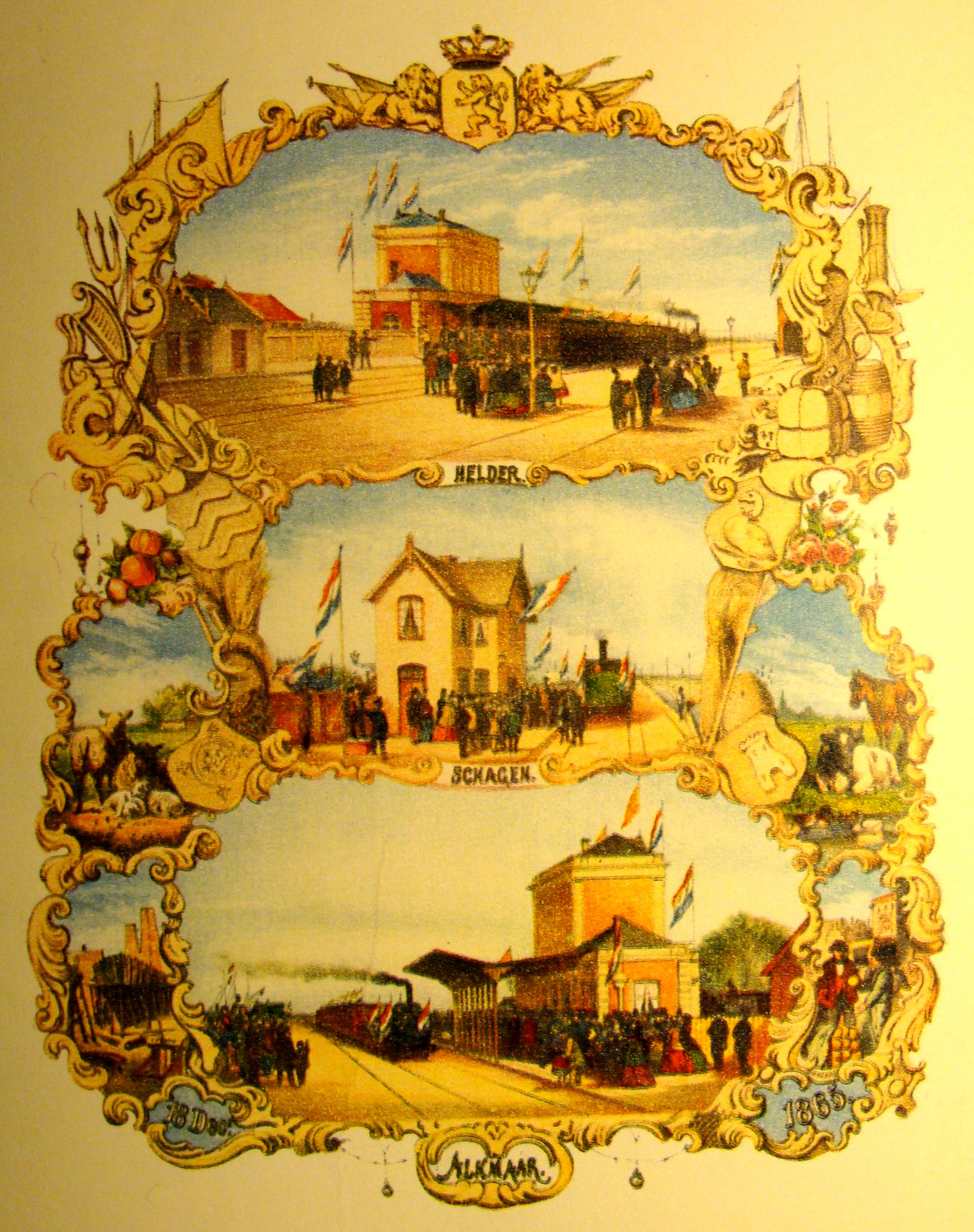
Lithografie van Emrik & Binger ter gelegenheid van de feestelijke opening van het gedeelte Den Helder - Alkmaar op 18 december 1865.

De belangrijkste redenen voor de aanleg van de lijn waren de bevoorrading van de marinehaven in Den Helder en het vervoer van goederen zodra het Noordhollandsch Kanaal in de wintermaanden was bevroren. Plannen voor een spoorlijn naar Den Helder waren er al langer, maar werden niet uitgevoerd omdat de overbrugging van het IJ bij Amsterdam te duur geacht werd. De spoorlijn werd uiteindelijk als onderdeel van de eerste staatsaanleg door de Staat aangelegd. De verbinding werd echter, in tegenstelling tot de andere staatslijnen, niet geëxploiteerd door Staatsspoorwegen, maar door de HSM.
De spoorlijn werd in fasen geopend:
- 18 december 1865: Den Helder – Alkmaar
- 1 mei 1867: Alkmaar – Uitgeest
- 1 november 1869: Uitgeest – Zaandam
- 15 mei 1878: Zaandam – Amsterdam Willemspoort
- 15 oktober 1878: Amsterdam Willemspoort – Amsterdam Westerdok – Amsterdam Oosterdok

Omdat de overbrugging van het IJ, onder andere door de aanleg van het Noordzeekanaal, langer op zich liet wachten legde de HSM een spoorlijn aan tussen Uitgeest en Haarlem. Zo was er via de Oude Lijn al in 1867 treinverkeer mogelijk tussen Den Helder en Amsterdam. De eerste Hembrug was in 1878 gereed. Dat jaar werd de spoorwegverbinding tussen Amsterdam en Zaandam in gebruik genomen. De treinen tussen Den Helder en Amsterdam bleven echter nog jarenlang van beide verbindingen gebruikmaken.

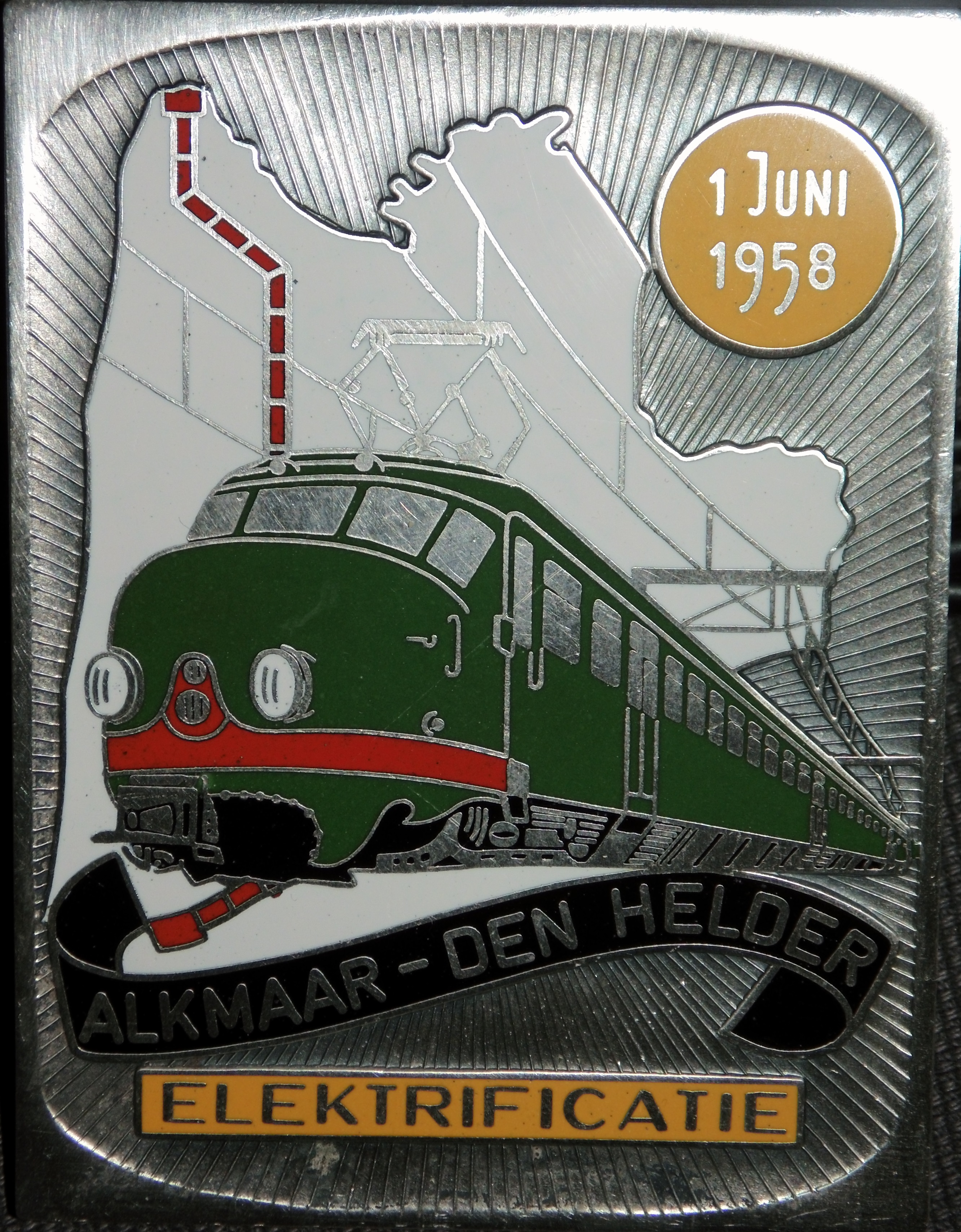
Gedenkplaatje elektrificatie Alkmaar-Den Helder van staal en email

De spoorlijn tussen Amsterdam en Alkmaar werd al in 1931 geëlektrificeerd. Het traject Alkmaar - Den Helder volgde pas in 1958. Met de elektrificatie nam ook het aantal rechtstreekse treinen over de gehele staatslijn weer toe.
De Hembrug werd in 1907 vervangen door een nieuwe versie, die door verbreding van het Noordzeekanaal en de toename van het scheepvaartverkeer noodzakelijk was geworden. Omdat de brug hoger was, werden ook nieuwe hellingen aangelegd, waarmee de spoorlijn naar het westen opschoof. In 1983 werd de brug vervangen door de driesporige Hemtunnel. Hiermee was een belangrijk obstakel in het scheepvaart- en spoorwegverkeer in Amsterdam verleden tijd. De spoorlijn werd over een lengte van 8,5 kilometer verlegd. Het oude tracé aan Amsterdamse zijde is nog altijd in gebruik als havenspoorlijn. Het gedeelte aan de Zaanse zijde is opgebroken. In 1996 is het aantal sporen op traject Schagen - Heerhugowaard van één naar twee verdubbeld. Tussen Den Helder en Schagen ligt enkelspoor, met kruisingsmogelijkheden op elk station.
In 2003 werd de Hemboog in gebruik genomen, waardoor de lijn vanuit de richting Zaandam een rechtstreekse verbinding kreeg met de spoorlijn Amsterdam Centraal - Schiphol (Westelijke Ringspoorbaan).

## Stations en gebouwen
Langs het oudste gedeelte van de spoorlijn verschenen, net als langs de andere staatslijnen uit de eerste aanlegperiode, de standaard Waterstaatstations. Den Helder en Alkmaar kregen stations van het type 3e klasse en Anna Paulowna, Schagen, Noord Scharwoude, Heerhugowaard en Castricum kregen een stationsgebouw van het type 5e klasse.
Uitgeest en de stations langs de Zaanlijn kregen gebouwen van een nieuwer ontwerp. De Zaanlijnstations Krommenie-Assendelft, Wormerveer en Zaandijk Zaanse Schans kregen een nieuw type 3e klassegebouw. Zaandam kreeg van dit ontwerp een grotere versie. Uitgeest kreeg een stationsgebouw met een uniek ontwerp. In plaats van het gebruikelijke hoge middendeel en lage zijvleugels kreeg het dorp een groot station met een laag langgerekt middengebouw met aan beide zijden een hoog eindgebouw. Heiloo krijgt in 1875 een stationsgebouw.
Het stationsgebouw van Alkmaar werd in de loop der jaren regelmatig verbouwd en uitgebreid. Zo werd kreeg het gebouw in 1879 twee hoge eindgebouwen en werden in 1908 de lage zijvleugels van een verdieping voorzien. Het gebouw is echter het enige stationsgebouw uit de aanlegperiode dat bewaard is gebleven. Al in 1930 worden de stationsgebouwen van Heiloo, Krommenie-Assendelft en Koog-Zaandijk vervangen door nieuwbouw.

### Vervanging na de Tweede Wereldoorlog
Tijdens de Tweede Wereldoorlog blijven alle stationsgebouwen langs Staatslijn K behouden. Behalve het stationsgebouw van Alkmaar worden echter alle stationsgebouwen langs de spoorlijn 1, 2 of zelfs 3 keer vervangen. Allereerst werd in 1948 het station van Noord Scharwoude gesloten en vier jaar later gesloopt. In Den Helder werd in 1958 tegelijkertijd met de elektrificatie van de lijn het tracé door de stad met 600 meter ingekort. Aan het nieuwe eindpunt werd een nieuw kopstation gebouwd. De stopplaats Koog aan de Zaan wordt in 1959 van een standaard haltegebouwtje voorzien.
In Heerhugowaard, Schagen en Anna Paulowna werden eind jaren 60 de oude Waterstaatstations gesloopt en werd respectievelijk in 1967, 1968 en 1971 een eenvoudig standaard stationsgebouw neergezet. In de tussentijd kreeg ook Castricum in 1969 een nieuw stationsgebouw. Hier verschenen echter onder andere een restaurant, een VVV-kantoor en verschillende kiosken. Dat jaar kreeg ook Uitgeest een nieuw stationsgebouw. Het nieuwe gebouwtje kwam op het perron te staan.
Doordat de spoorlijn in de Zaanstreek parallel aan de provinciale weg Zaandam - Castricum ligt en deze weg in de loop der jaren steeds drukker werd, werden de stations steeds moeilijker bereikbaar. Om deze reden werden de stationsgebouwen van Krommenie-Assendelft (1975), Koog-Zaandijk (1976) en Wormerveer (1978) gesloopt en werd op de perrons een nieuw gebouwtje neergezet. Om de perrons met de dorpen te verbinden werden onder de spoorlijn en de provinciale weg tunnels aangelegd. In 1978 krijgt ook Heiloo een eilandstation.

### Nieuwe en verplaatste stations
In 1980 werd in Alkmaar het nieuwe station Alkmaar Noord geopend. Ook Den Helder kreeg dat jaar een nieuwe voorstadhalte: Den Helder Zuid. Hier werd echter geen haltegebouw gebouwd. Drie jaar later werd de Hemtunnel geopend. Om deze reden werd het station van Zaandam 300 meter verplaatst en zo op een gunstiger plek, in het verlengde van een drukke winkelstraat, gesitueerd. Het oude gebouw werd hierna, net als het tracé naar de oude Hembrug, gesloopt. Dat jaar en vanwege diezelfde Hemtunnel werd ook het eerste gedeelte van het nieuwe station Amsterdam Sloterdijk in gebruik genomen. Het station heette tot 1985 Sloterdijk Noord omdat tot dat moment het oorspronkelijke station Sloterdijk aan de Oude Lijn nog in gebruik was. In 1985 was ook de Oude Lijn verlegd en kon het oorspronkelijke station en het tracé worden gesloopt. Een jaar later werd het stationsgebouw van Koog Bloemwijk vervangen. Over een deel van het tracé van de verlegde Oude Lijn rijdt nu tramlijn 19 van het GVB.
In 1989 kreeg Heerhugowaard opnieuw een nieuw stationsgebouw. De stad breidde aan de 'andere' kant van het spoor sterk uit, zodat aan deze zijde het nieuwe stationsgebouw werd geplaatst. Het oude gebouw bleef dienstdoen als wachtkamer, later als snackbar. Een jaar later kreeg ook Uitgeest een derde stationsgebouw. Het gebouw vormt de entree van de nieuwe voetgangerstunnel die de oude ijzeren brug, die hoorde bij het oorspronkelijke stationsgebouw, vervangt. Van het vorige stationsgebouwtje is een deel als wachtruimte bewaard gebleven. In 2006 werd het derde gebouw alweer gesloopt om plaats te maken voor een nieuw bouwwerk: een grote kap op 10 kolommen, boven de nieuwe tunnelingang. In december 2008 is ten slotte het nieuwe station van Krommenie-Assendelft in gebruik genomen. Het station is hierbij 400 meter richting nieuwbouwwijken verplaatst.

### Heerhugowaard
Naast drie stationsgebouwen heeft het station Heerhugowaard ook drie verschillende namen gekend. Tussen 1865 en 1912 heette het station Hugo-Waard, van 1912 tot 1948 Heerhugowaard en tussen 1948 en 1976 Heerhugowaard-Broek op Langedijk. Het station had op dat moment de langste naam. Vanaf mei 1976 heet het station weer Heerhugowaard.

## Dienstregeling

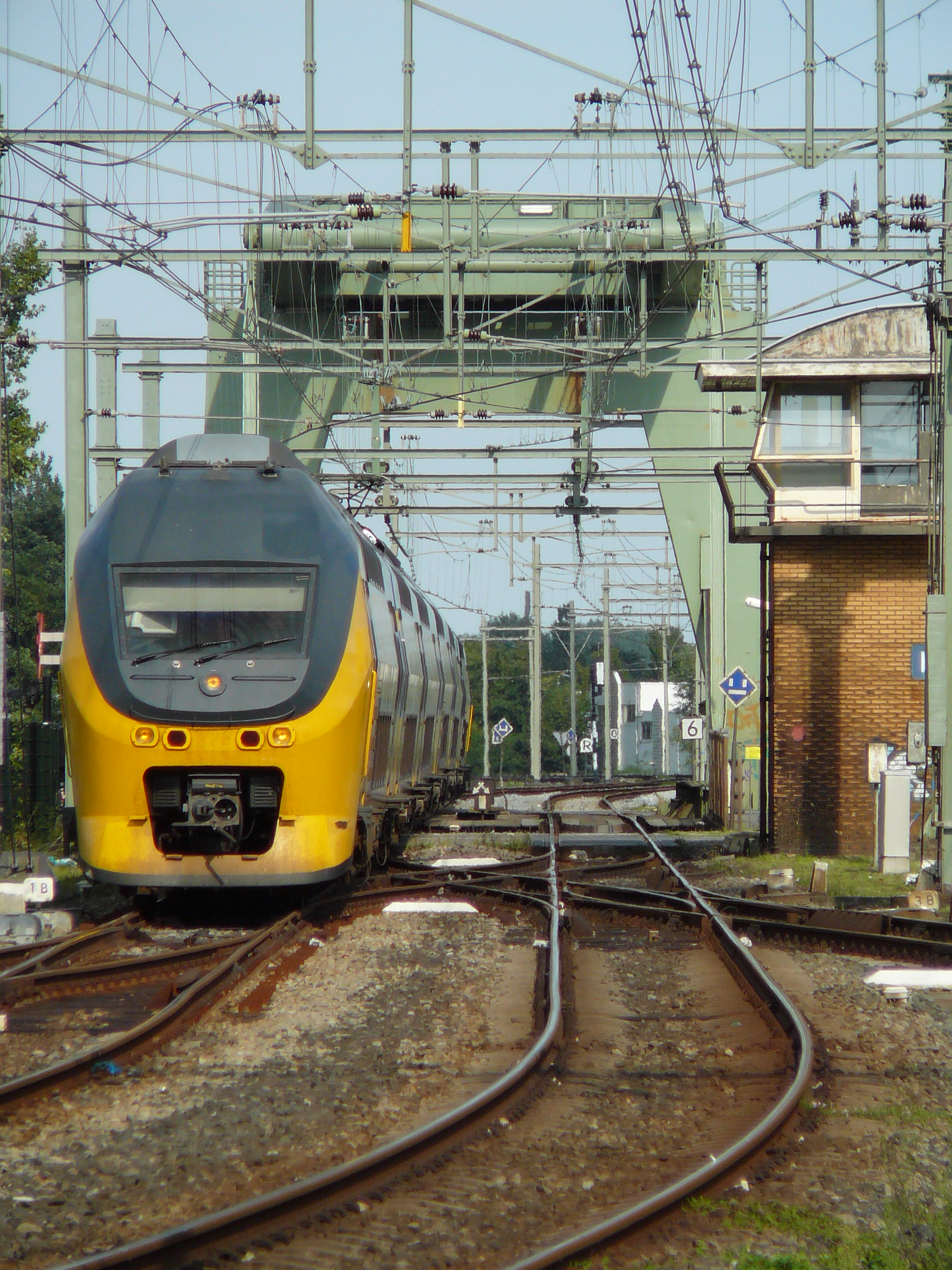
VIRM-treinstel 8638 rijdt, onderweg van Den Helder naar Nijmegen, op 16 augustus 2008 via de brug over het Noordhollandsch kanaal het station van Alkmaar binnen.

Tussen Amsterdam en Den Helder hebben altijd doorgaande treinen gereden. Na de elektrificatie van het gehele traject reed er doorgaans één sneltrein per uur tussen beide plaatsen. Deze stopte tussen Amsterdam en Alkmaar buiten de spits slechts in Castricum. Tussen Alkmaar en Den Helder reed deze trein als stoptrein. Tussen Amsterdam en Alkmaar/Heerhugowaard reed tweemaal per uur een stoptrein. Tussen Uitgeest en Alkmaar reden daarnaast de stoptreinen uit Haarlem. Een enkele stoptrein, zowel uit Amsterdam als uit Haarlem, reed in de spits door naar Den Helder.

### Spoorslag '70
Na de invoering van de consequente dienstregeling bij Spoorslag '70 werd de treindienst grondig gewijzigd. Tussen Amsterdam en Den Helder kwamen elk half uur intercity's te rijden. Het ene halfuur werd gereden via Zaandam en het andere halfuur via Haarlem. Tussen Amsterdam en Alkmaar reed een aansluitende intercity die via het andere traject reed. Met de elektrificatie van de spoorlijn tussen Heerhugowaard en Hoorn in 1974, reden de intercity's die tot Alkmaar reden door naar Hoorn. Het patroon van stoptreinen bleef vrijwel hetzelfde, al reden deze niet meer door naar Heerhugowaard.
Met de opening van de spoorlijn Amsterdam Centraal - Schiphol in 1986 reden de Hoornse intercity's niet langer naar Amsterdam maar eindigden in Haarlem/Den Haag. Hiermee ontstond een halfuursdienst tussen Amsterdam en Den Helder, in de spits aangevuld met enkele treinen naar Schagen. De stoptreinen uit Haarlem hadden voortaan Uitgeest als eindbestemming. De stoptreinen uit Amsterdam bleven elk half uur rijden. In de spits aangevuld met enkele stoptreinen die eveneens Uitgeest als eindbestemming hadden.

### Koppeling treindiensten
De intercitydienst tussen Amsterdam en Den Helder werd in 1993 gekoppeld aan de intercitydienst tussen Amsterdam en Nijmegen. Het voornaamste doel van deze koppeling was de vrijkomende perroncapaciteit op het Amsterdamse Centraal Station. Bijkomend voordeel was de rechtstreekse verbinding tussen de Noord-Hollandse stations en Utrecht. De stop- en spitstreinen bleven gewoon van en naar Amsterdam Centraal rijden. Enkele jaren later gingen de spitsstoptreinen tussen Amsterdam en Uitgeest ook overdag en in het weekend rijden. Deze treindienst werd hierbij gekoppeld aan de stoptreindienst tussen Utrecht en Amsterdam. Een paar jaar later werd deze constructie gewijzigd. De stoptreindienst uit Utrecht werden gekoppeld aan de stoptreindienst Amsterdam - Alkmaar, de stoptreinen tussen Amsterdam en Uitgeest gingen alleen nog op werkdagen rijden.

### Dienstregeling 2007
Met het invoeren van de nieuwe dienstregeling 2007 werd de intercitydienst op de Staatslijn geïntensiveerd. De intercity's uit Zuid-Limburg rijden voortaan op werk- en zaterdagen door naar Alkmaar en in spits naar Schagen. Daarentegen rijden de stoptreinen slechts tot Uitgeest. Op werkdagen elk kwartier en in het weekend elk half uur. Op zondag rijdt deze stoptrein door naar Alkmaar. Eenmaal per half uur is deze stoptreindienst (dagelijks) gekoppeld aan de stoptreindienst uit Rotterdam (via Breukelen). Met het invoeren van de dienstregeling 2009 in december 2008 is er weinig veranderd op de Staatslijn K. De stoptreinen die voorheen in Rotterdam begonnen, rijden nu echter vanuit Almere Oostvaarders, de andere stoptreinen uit Amersfoort Vathorst. Enkele jaren later rijden de stoptreinen (nu sprinters genoemd) weer vanuit Rotterdam.

### Intercitystations
De toekenning van de status intercitystation langs de spoorlijn is nooit consequent geweest. Tussen Alkmaar en Den Helder stoppen de reguliere reizigerstreinen altijd op elk station. De stations Heiloo en Castricum werden vaak afgewisseld. Het ene half uur stopte de Intercity in Heiloo en een half uur later alleen in Castricum. Daarnaast stopte ook de trein tussen Hoorn en Haarlem alleen in Castricum. Later is deze trein ook op Heiloo gaan stoppen. De spitssneltreinen stopten meestal wel op zowel Heiloo als Castricum en Zaandam. In de periode tussen 2001 en 2006 reden naast de Intercity's Den Helder - Nijmegen ook Sneltreinen Alkmaar - Amersfoort. In deze periode reed de Intercity non-stop tussen Alkmaar en Amsterdam en stopte de Sneltreinen op Heiloo, Castricum, Uitgeest en Zaandam.
Sinds de dienstregeling van 2007 stoppen alle intercity's op de Staatslijn in Castricum en Zaandam. Daarbij moet vermeld worden dat de intercity's tussen Enkhuizen en Amsterdam Zaandam vanaf deze dienstregeling juist overslaan. De intercity's van en naar Zuid-Limburg stoppen behalve in Castricum en Zaandam ook in Heiloo. De intercity's tussen Hoorn en Haarlem stoppen zowel in Heiloo, Castricum als in Uitgeest. Met deze stop wordt sinds december 2006 aansluiting gegeven op de stoptreinen die slechts van en naar Uitgeest rijden.

### Verlofgangerstreinen
Tot begin jaren 80 reden op de Staatslijn op vrijdag en in het weekend ook zogenaamde militaire verlofgangerstreinen vanuit Den Helder met bestemmingen als Rotterdam, Eindhoven en Maastricht.

### Dienstregeling 2025
| Serie | Treinsoort     | Route | Bijzonderheden |
| ----- | -------------- | --- | --- |
| 2700  | Intercity (NS) | Maastricht – Sittard – Roermond – Weert – Eindhoven Centraal – 's-Hertogenbosch – Utrecht Centraal – Amsterdam Centraal – Alkmaar – (Den Helder)              | Rijdt van maandag t/m donderdag tot 20:00 uur tussen Alkmaar en Maastricht. Rijdt op vrijdag en in het weekend enkel tussen Alkmaar en Amsterdam Centraal. Tijdens de spits rijden 2 ritten in spitsrichting door van/naar Den Helder. Rijdt niet 's avonds na 20:00. Wordt na 20:00 uur, op vrijdag en in het weekend tussen Amsterdam Centraal en Maastricht vervangen door intercity 2900. |
| 2900  | Intercity (NS) | Enkhuizen – Hoorn – Amsterdam Centraal – Utrecht Centraal – 's-Hertogenbosch – Eindhoven Centraal – Weert – Roermond – Sittard – Maastricht                   | Rijdt van maandag t/m donderdag in de vroege ochtend en in de avonduren en rijdt van vrijdag t/m zondag de hele dag en vervangt dan Intercity 3900 tussen Enkhuizen en Amsterdam Centraal en intercity 2700 tussen Amsterdam Centraal en Maastricht. |
| 3000  | Intercity (NS) | Nijmegen – Arnhem Centraal – Ede-Wageningen – Veenendaal-De Klomp – Driebergen-Zeist – Utrecht Centraal – Amsterdam Centraal – Zaandam – Alkmaar – Den Helder | Veenendaal-De Klomp wordt alleen na 19:00 bediend door deze serie. |
| 3700  | Intercity (NS) | Amsterdam Centraal – Purmerend – Hoorn – Enkhuizen | Stopt niet in Zaandam. Rijdt alleen in de spits in de spitsrichting, rijdt niet op vrijdag. |
| 3900  | Intercity (NS) | Enkhuizen – Hoorn – Amsterdam Centraal – Utrecht Centraal – 's-Hertogenbosch – Eindhoven Centraal – Weert – Roermond – Sittard – Heerlen                      | Stopt niet in Zaandam. Rijdt in de avonduren en van vrijdag t/m zondag de hele dag enkel tussen Eindhoven Centraal en Heerlen. Wordt in de avonduren en van vrijdag t/m zondag de hele dag vervangen door intercity 2900. Rijdt van maandag t/m donderdag in de avonduren enkel tussen Sittard en Heerlen en rijdt dan 1x/uur.                                                                |
| 4000  | Sprinter (NS)  | Uitgeest – Zaandam – Amsterdam Centraal – Breukelen – Woerden – Gouda – Rotterdam Centraal                                                                    | |
| 4100  | Sprinter (NS)  | Hoofddorp – Schiphol Airport – Zaandam – Purmerend – Hoorn – Hoorn Kersenboogerd                                                                              | |
| 4800  | Sprinter (NS)  | Amsterdam Centraal – Haarlem – Alkmaar – Hoorn | Rijdt vanaf 20:00 uur één keer per uur tussen Alkmaar en Hoorn. |
| 7400  | Sprinter (NS)  | Uitgeest – Zaandam – Amsterdam Centraal – Breukelen – Utrecht Centraal – Driebergen-Zeist                                                                     | Rijdt alleen tijdens de brede spitsuren, waarbij net na de ochtendspits en net vóór de middagspits enkel tussen Uitgeest en Utrecht Centraal v.v. wordt gereden. |

## Materieelinzet

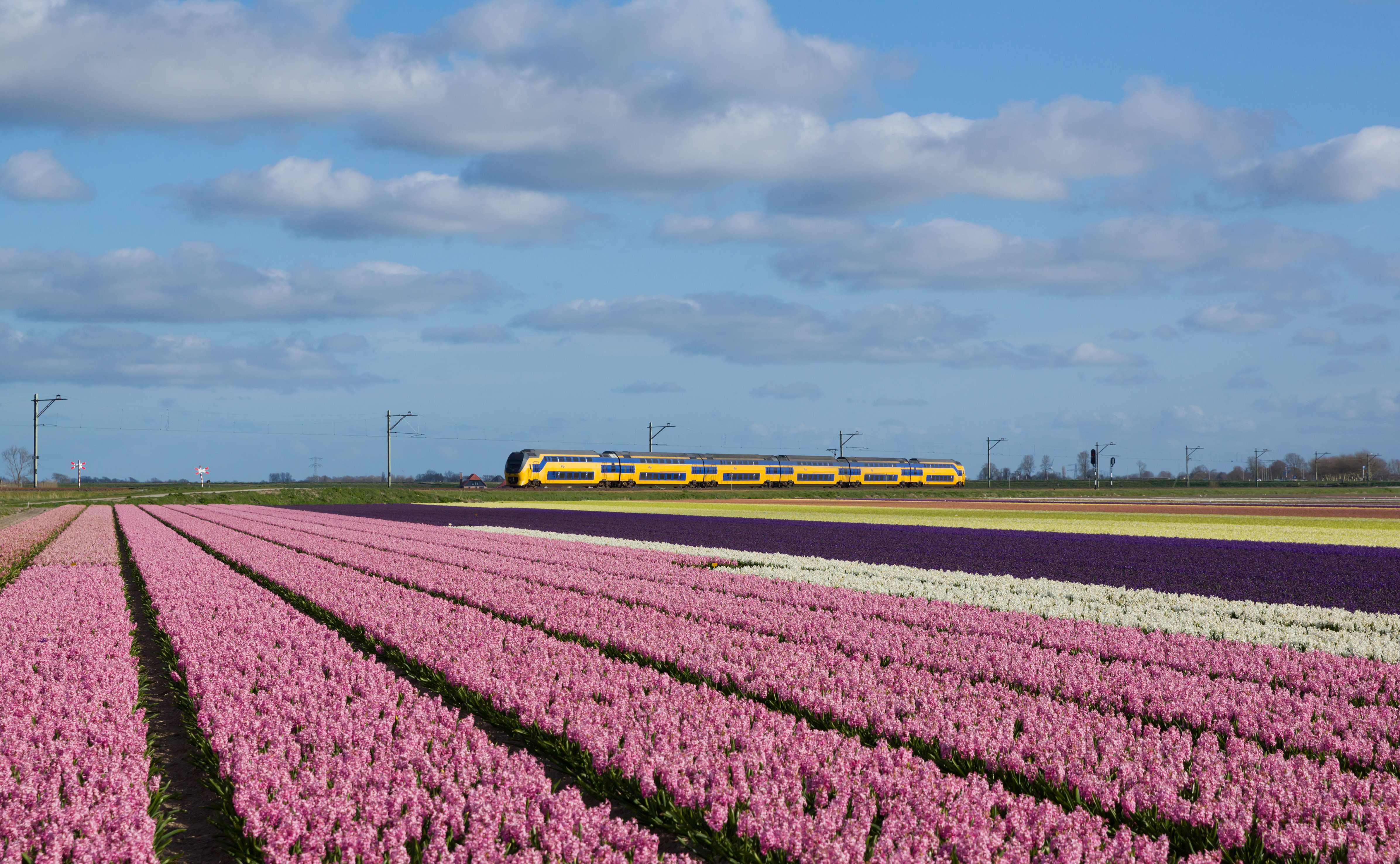
Intercity bij Schagen, april 2015

Na de elektrificatie van het traject Amsterdam - Alkmaar werd hier vanaf 1931 het enige beschikbare elektrische reizigersmaterieel buiten het ZHESM-materieel dat op de Hofpleinlijn reed, het Materieel '24, ingezet. Doorgaande treinen tussen Amsterdam en Den Helder reden voorlopig met stoomtractie. Na de Tweede Wereldoorlog werden de Blokkendozen in steeds meer treindiensten vervangen door het nieuwere elektrische stroomlijnmaterieel, Materieel '40 en Materieel '46. Het duurt echter nog tot 1959 tot het Materieel '24 definitief verdween van de Noord-Hollandse lijnen. Ter vervanging reed ook het vooroorlogse Materieel '36 vanaf 1957 tussen Amsterdam en Alkmaar. Het Materieel '36 en '46 verdween begin jaren 60 weer van de Staatslijn. De reden hiervoor was de inzet van de nieuwe Plan T treinstellen. Het Materieel '40 reed na de instroom van de Plan T treinstellen vooral in de spitsdiensten. De treinstellen reden hierbij voornamelijk in combinaties van tien rijtuigen. De inzet duurde nog tot de buitendienststelling van het laatste treinstel in 1973. Hierna werden de spitsdiensten overgenomen door lange combinaties van het Materieel '46. Deze treinstellen bleven nog tien jaar op de Noord-Hollandse lijnen. Naast de treinstellen werd ook een aantal spitstreinen met getrokken materieel gereden.

### Jaren 70 en 80
De Plan T treinstellen reden, later versterkt met Plan V treinstellen, ook na de invoering van de intercitystatus van de lijn in 1970, lange tijd vrijwel alle reguliere treinen op de verbinding Amsterdam - Alkmaar - Den Helder. De stoptreindiensten naar Uitgeest en enkele spitsdiensten werden vanaf 1983 overgenomen door de nieuwe driedelige treinstellen van het Stadsgewestelijk Materieel. Na de opening van de Hemtunnel op 30 mei 1983 werd alleen nog materieel voorzien van ATB op de Staatslijn toegelaten. De inzet van het Materieel '46 in de spitstreinen was hiermee voorbij. In 1985 reed de eerste generatie van het nieuwe Dubbeldeksmaterieel in de spitsdiensten. In de tussenliggende periode namen treinstellen Materieel '54 de meeste spitstreinen voor hun rekening. Begin jaren 90 kwam ook de nieuwe generatie dubbeldeksmaterieel, het Dubbeldeks aggloregiomaterieel in Noord-Holland te rijden. Dit materieel werd voornamelijk in de stoptreindiensten ingezet. Door verschuivingen in het materieelbestand keerden de treinstellen materieel '54 in 1992 een paar maanden terug in de spitsdiensten.

### Koppeling treindiensten
Met de koppeling van de treindiensten Amsterdam - Den Helder aan de verbinding Amsterdam - Nijmegen met ingang van de zomerdienst 1993, werd in één keer al het Materieel '64 vervangen door ICM treinstellen en het nieuwe DD-AR materieel. Ook de oude dubbeldekkers werden op deze verbinding ingezet. In de eerste weken reed ook het Materieel '54 enkele diensten tussen Den Helder en Nijmegen. In 1995 verving het nieuwe Dubbeldeksinterregiomaterieel al het 'oude' dubbeldeksmaterieel in de intercitydiensten. Hierdoor werd de intercitydienst op de lijn voor het eerst in 25 jaar volledig met officieel intercitymaterieel uitgevoerd. De spits- en stoptreindiensten werden nog wel met het oude dubbeldeksmaterieel uitgevoerd, aangevuld met Materieel '64 treinstellen. Aan het begin van de jaren 2000 verdwenen ook de ICM treinstellen uit de intercitydienst. Nadat de sneltrein Amersfoort - Amsterdam werd doorgetrokken naar Alkmaar (en Schagen) werden deze dienst voornamelijk met DDM-materieel uitgevoerd.
In 2007 reden ook de intercity's van en naar Zuid-Limburg op de Staatslijn. Terwijl deze treindienst jarenlang vooral uit getrokken treinen bestond, werd met ingang van de nieuwe dienstregeling ook hier het VIRM ingezet. In de stoptreindiensten keerde het SGMm terug.
Sinds 2012 rijden VIRM's op de intercitylijnen Den Helder - Alkmaar - Amsterdam - Nijmegen, (Schagen -) Alkmaar - Amsterdam - Maastricht (tot eind 2012 ook Heerlen). Het DDZ materieel reed tot met 12 december 2015 de intercitydienst Hoorn - Alkmaar - Haarlem. Na deze datum verandert deze dienst in spitsintercity tussen Alkmaar en Haarlem en wordt deze in eerste instantie met VIRM gereden, maar sinds terugkeer van DDM-1 werd deze dienst met DDM-1 gereden. Nadat DDM-1 uit dienst ging, werd deze lijn gereden door VIRM en SLT samen.
De sprinterdiensten tussen Uitgeest en Amsterdam (via Zaandam) bestaat uit twee treinseries. De sprinter Uitgeest - Rotterdam rijdt op enkele slagen na allen met SLT, wat ook geldt voor de sprinter Uitgeest - Amsterdam Centraal - Driebergen-Zeist en de sprinter Amsterdam - Haarlem - Uitgeest - Alkmaar - Hoorn.